# Печать императора Японии

Оттиск печати

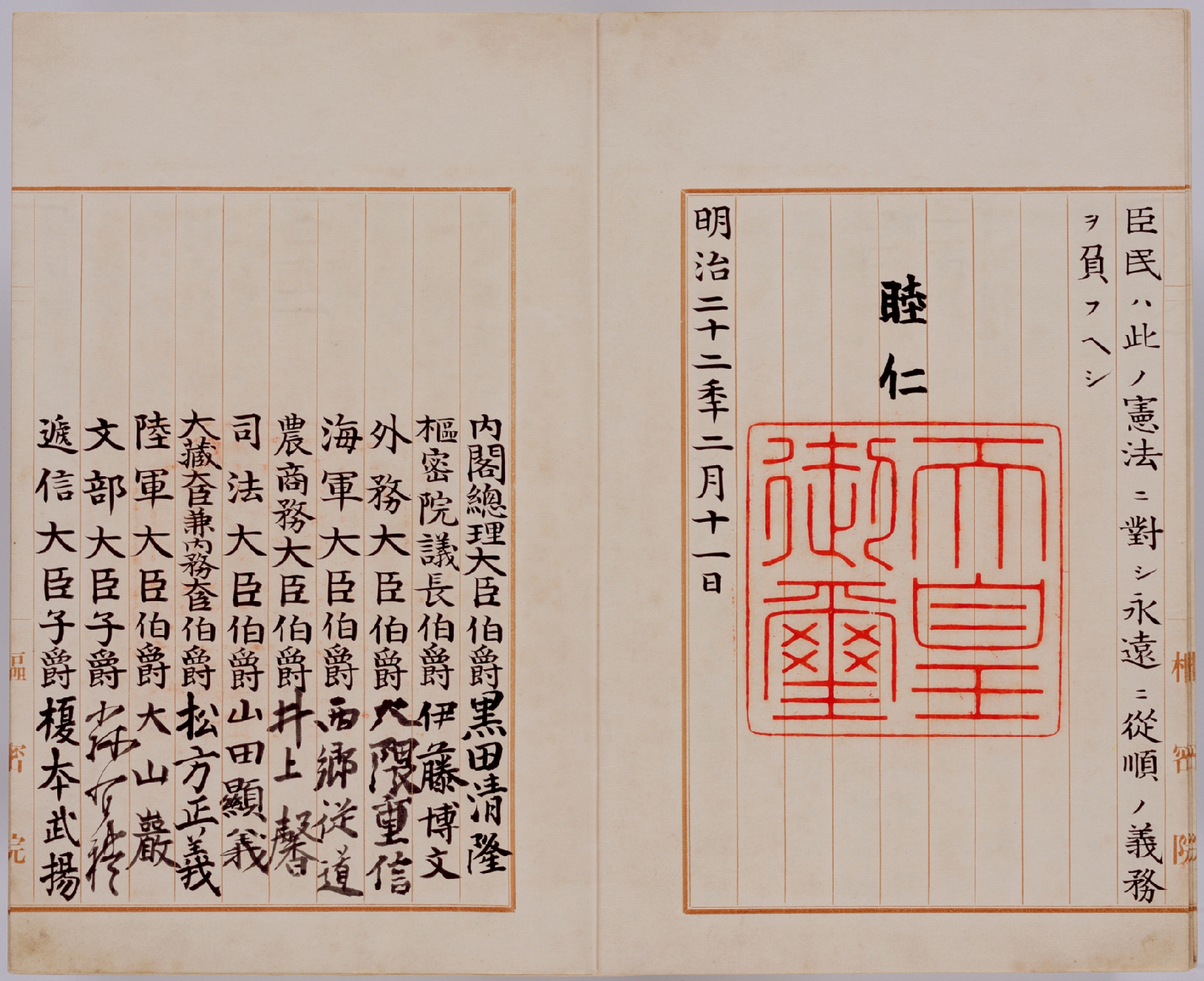
Оттиск печати на Конституции 1889 года.

Печать императора Японии (яп. 御璽, ぎょじ), [gʲoːd͡ʑi] — официальная печать императора Японии, один из символов его власти. Используется для утверждения государственных документов. После поражения Японии во Второй мировой войне и принятия новой Конституции, которое ограничило права императора, имеет церемониальное значение.

## Краткие сведения
Императорская печать Японии изготовлена из чистого золота в виде куба, высотой стороны 9,09 см и весом 3,55 кг. Она содержит клише с иероглифической надписью «Печать Его Величества императора Японии» (яп. 天皇御璽). Выражение «Печать Его Величества» (яп. 御璽), состоящий из двух иероглифов, расположенный слева, а словосочетание «император Японии» (яп. 天皇), также состоит из двух иероглифов, расположенных справа. Императорская печать имеет примерно такие же параметры как и Государственная печать Японии.
Первые упоминания об использовании Императорской печати датируются VIII веком Её параметры определялись кодексом Тайхо. Печать имела кубическую форму, с высотой стороны 9,09 см. Она изготавливалась из меди или бронзы. Другие печати в стране не могли быть больше печати императора.
Из-за частого использования Императорскую печать неоднократно переделывали. Её окончательная форма была утверждена в 1874 году, во время реставрации Мэйдзи. В Японской империи за хранение и использование Императорской печати отвечал министр печати. После 1945 ей заведуют служащие Управление Императорского двора Японии. Печать хранится в специальном кожаном футляре, завернутой в сиреневый и белый шелковые платочки. Так же как и для Государственной печати для её отпечатков используют киноварный красный цвет. По традиции оттиск печати частично наступает на подпись.